# Jean Arnolis
Jean Arnolis (Schaarbeek, 29 juni 1946) is een Belgisch voormalig profvoetballer.
Arnolis was een middenvelder en speelde vroeger bij onder meer de Belgische clubs Daring Club de Bruxelles, Racing Club Jette, Berchem Sport, Antwerp FC en Eendracht Aalst.
| Club       | Seizoen | Wedstrijden | Doelpunten |   |   |
| ---------- | ------- | ----------- | ---------- | - | - |
| Antwerp FC | 1971-72 | 19          | 2          | 0 | 0 |